# Taygetis armillata
Taygetis armillata är en fjärilsart som beskrevs av Butler 1868. Taygetis armillata ingår i släktet Taygetis och familjen praktfjärilar. Inga underarter finns listade i Catalogue of Life.